# قيلة لبنية
القيلة اللبنية هي ورم كيسي يحوي الحليب أو مادة حليبية وتتواجد غالبا في الغدد الثديية. ويسبب القيلة بروتين سدادة الذي يسد المخرج.
القيلات اللبنية هي عبارة عن اٍصابات حميدة وليست سبب من أسباب السرطان .